# Hiro H4H Tipo-91
El hidroavión Hiro H4H Tipo-91 fue un avión de reconocimiento desarrollado en 1930 por el Arsenal Naval de Hiro para la Armada Imperial Japonesa.

## Diseño e historial
Este hidroavión fue parte de un programa de la Armada Imperial japonesa a comienzos de 1930. Similar en algunos aspectos al Supermarine Walrus; pero de construcción metálica mucho más robusta, con timón de doble deriva y con dos góndolas en parasol motorizadas y ala estructural cantilever. Se fabricaron dos versiones:  la tipo H4H-1 con motorización Hiro 91-1 (500 hp -597 kW) y la versión H4H2 con motorización Myojo (800 hp -597 kW). De las dos versiones se produjeron tan solo 47 unidades y operaron como aviones de reconocimiento y bombardeo durante la década de 1930.  La fabrica Kawanishi Kōkūki realizó algunas mejoras pero sin llegar a producirlo en serie y se le conoció como modelo L fabricándose tres unidades.
Estaban armadas con tres ametralladoras de 7,7 mm y dos bombas de 250 kg.
Alcanzó a intervenir en la Segunda Guerra Sino-japonesa y fue cancelado en 1937, para ese entonces, este tipo de hidrocanoa fue considerada obsoleta y de pocas condiciones marineras. Algunas pocas unidades operaron hasta 1942.

## Datos técnicos

### Características generales
- Tripulación: 6-8 tripulantes
- Longitud: 16,6 m (54,4 ft)
- Envergadura: 23,5 m (77 ft)
- Altura: 6,2 m (20,4 ft)
- Peso vacío: 4660 kg (10 270,6 lb)
- Peso cargado: 7500 kg (16 530 lb)
- Peso útil: 900 kg (1983,6 lb)
- Planta motriz: 2× motor lineal V12 refrigerado por agua tipo Hiro 91-1
 Myojo motor lineal V12 .
  - Potencia: 500-800 hp cada uno.
- Hélices: Tripala metálica

### Rendimiento
- Velocidad máxima operativa (Vno): 233 km/h, 126 kn a 2499 m (8200 pies)
- Velocidad crucero (Vc): 200 km/h (124 MPH; 108 kt)
- Alcance: 1260 km
- Alcance en ferry: 1900 km

### Armamento
- Ametralladoras: 

  - 3 x 7,7 mm (0.303 pulg.)
- Bombas: 2 X 250 kg llevadas externamente